# Союз українських ветеранів
Союз українських ветеранів — українська комбатантська організація, постала 1945 в Новому Ульмі (Німеччина) з метою об'єднувати колишніх вояків-українців з усіх армій, плекати вояцькі традиції, допомагати своїм членам.
1948 року Союз українських ветеранів нараховував понад 2 000 членів і мав понад 50 відділів; Раду Союзу українських ветеранів очолював генерал М. Омелянович-Павленко, Головну Управу — генерал К. Смовський.
У зв'язку з розпорошенням членів засновано відділи Союзу українських ветеранів в Австрії, Великій Британії, Бельгії, Нідерландах, Аргентині, Австралії й Америці (останній пізніше усамостійнився).
Головою Союзу українських ветеранів став полковник В. Татарський, 1969 — 1977 — полковник М. Стечишин, Р. Дебрицький.
Осідок Союзу українських ветеранів — Мюнхен. Союз українських ветеранів видавав деякий час журнал «Український комбатант» (10 випусків).